# Awaryjne zrzucanie paliwa

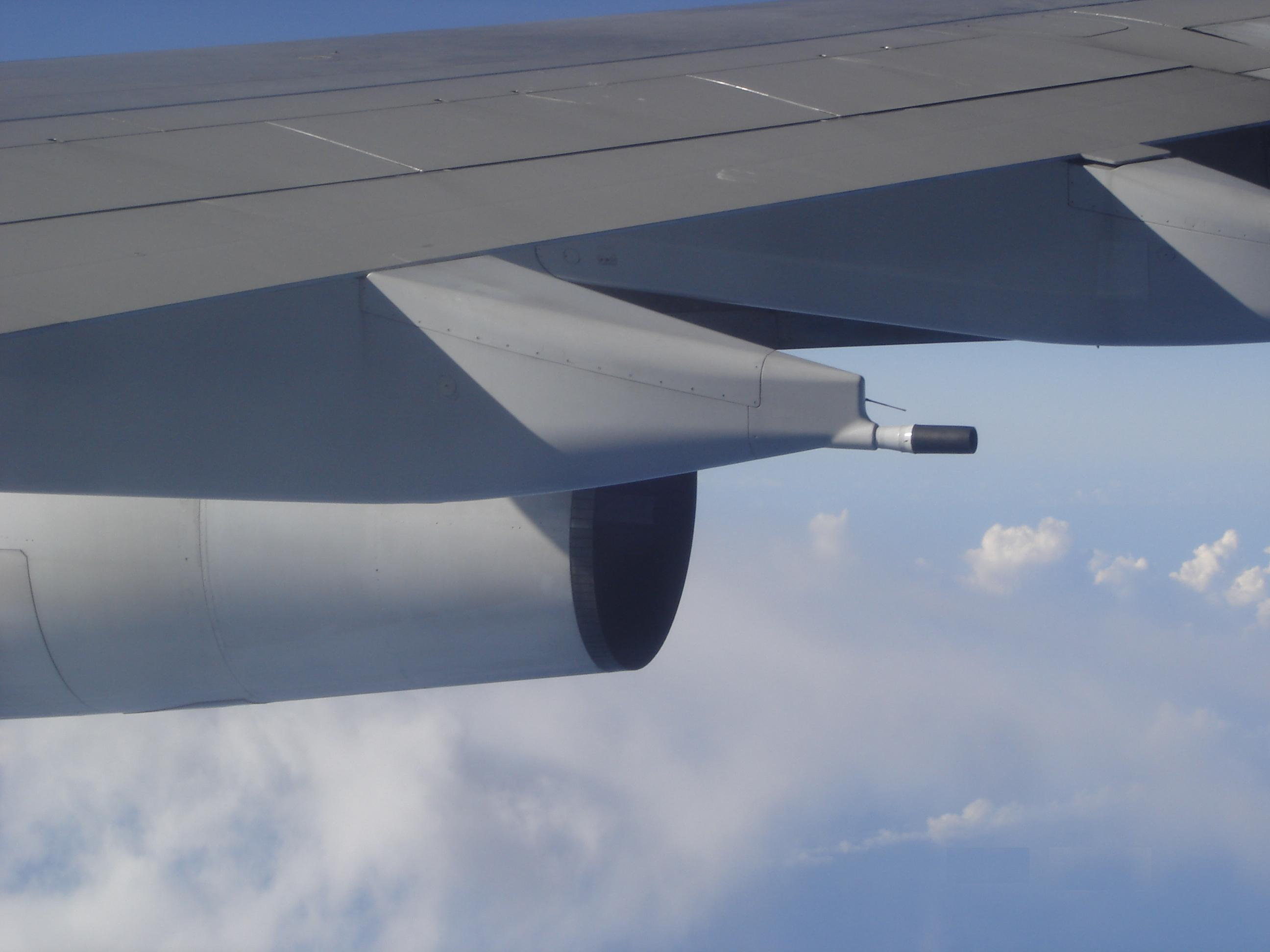
Airbus A340-311. Końcówka rury zrzutu paliwa

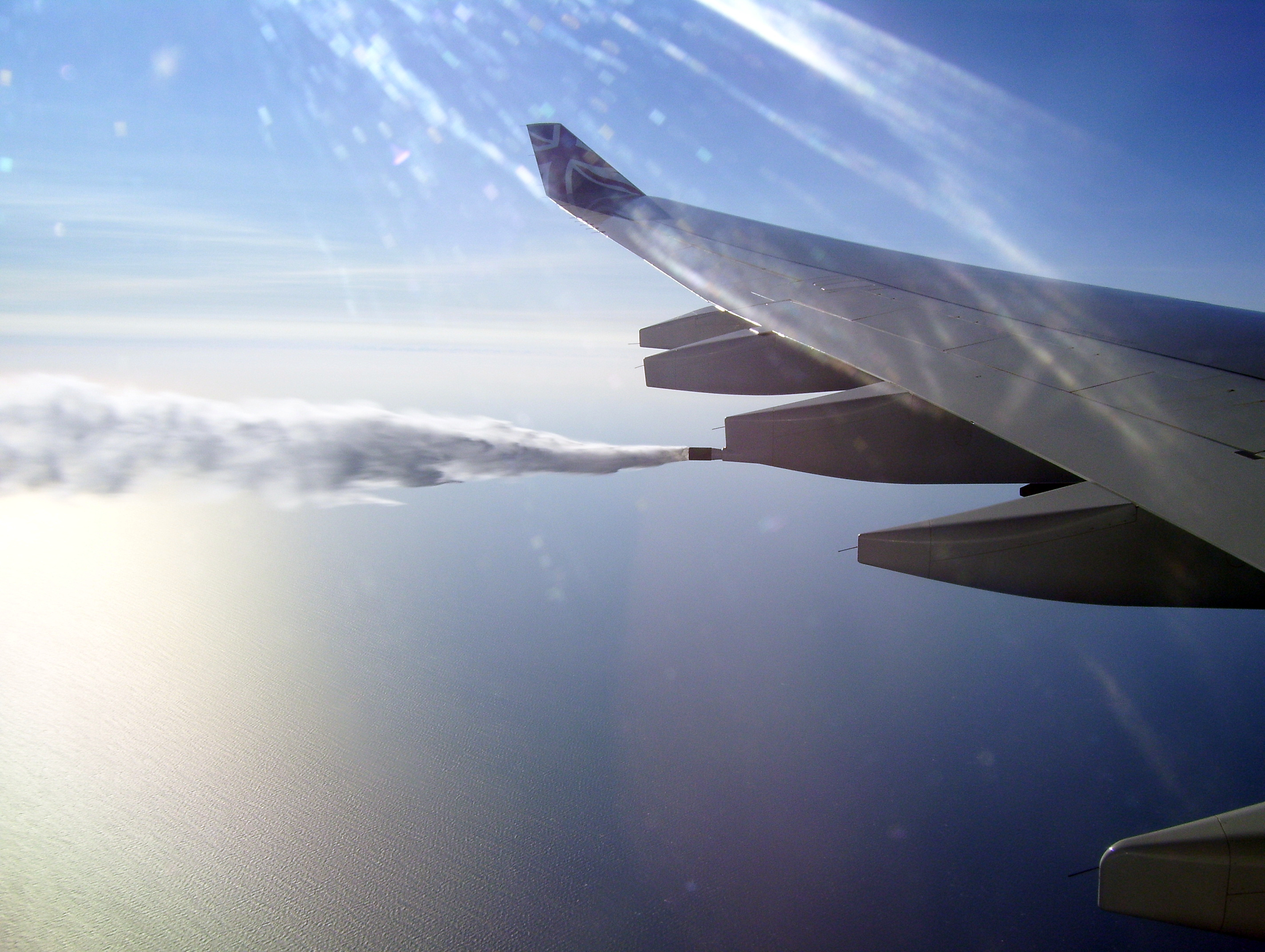
Airbus A340-600 zrzucający paliwo nad Atlantykiem

Awaryjne zrzucanie paliwa – awaryjna procedura stosowana najczęściej w samolotach pasażerskich, która polega na wypuszczeniu paliwa ze zbiorników samolotu w celu jego odciążenia przed lądowaniem bądź też zmniejszenia prawdopodobieństwa wybuchu pożaru w przypadku konieczności awaryjnego lądowania.
Podczas procedury awaryjnego zrzutu paliwa w czasie lotu zgodnym z IFR, samolot powinien znajdować się na wysokości co najmniej 2000 stóp powyżej najwyższej przeszkody w promieniu 5 mil od planowanej trasy lotu. Żaden inny samolot nie może znaleźć się 2000 stóp pod, ani 1000 stóp nad nim w promieniu 5 mil. W czasie awaryjnego zrzutu paliwa kontrolerzy lotu, lub inna służba lotnicza, zobowiązani są nadawać w odstępach 3 min komunikat o tym, że zrzut paliwa ma miejsce. Informacja ta powinna zawierać dokładną pozycję, wysokość, typ statku powietrznego oraz jego kierunek lotu.
Często w okolicach dużych lotnisk wyznaczane są strefy przeznaczone do zrzutu paliwa (nad oceanem, niezamieszkanym obszarem itp). Zazwyczaj zrzucone paliwo ulega rozproszeniu w atmosferze i nie spada na ziemię.
Z reguły w instalację do zrzutu paliwa wyposaża się tylko duże samoloty długodystansowe, w których maksymalna masa startowa jest dużo większa od maksymalnej strukturalnej masy do lądowania, oraz gradienty wznoszenia na jednym silniku w przypadku odejścia na drugi krąg nie spełniają odpowiednich wymagań (np. Boeing 747, Airbus A340). Samoloty, które nie posiadają takiej instalacji (np. Boeing 737, Airbus A320), muszą wypalić paliwo, krążąc nad lotniskiem, lub wykonać awaryjne lądowanie z przekroczoną maksymalną masą do lądowania, co może zakończyć się uszkodzeniem struktury statku powietrznego.